# Lago Poso
Il lago Poso (in indonesiano Danau Poso) si trova in Indonesia, nella provincia del Sulawesi Centrale, all'altitudine di 485 m s.l.m..
Con una profondità di 450 metri, è il terzo lago più profondo dell'Indonesia dopo il lago Matano (590 m) e il lago Toba (505 m).
Il lago ospita diverse specie endemiche di pesci, crostacei e gasteropodi, tra cui l'anguilla marmorata.
Nei dintorni del lago si può trovare l'anoa di pianura (un bufalo endemico dell'isola di Celebes) e il babirussa.